# Condado de Omidiyeh

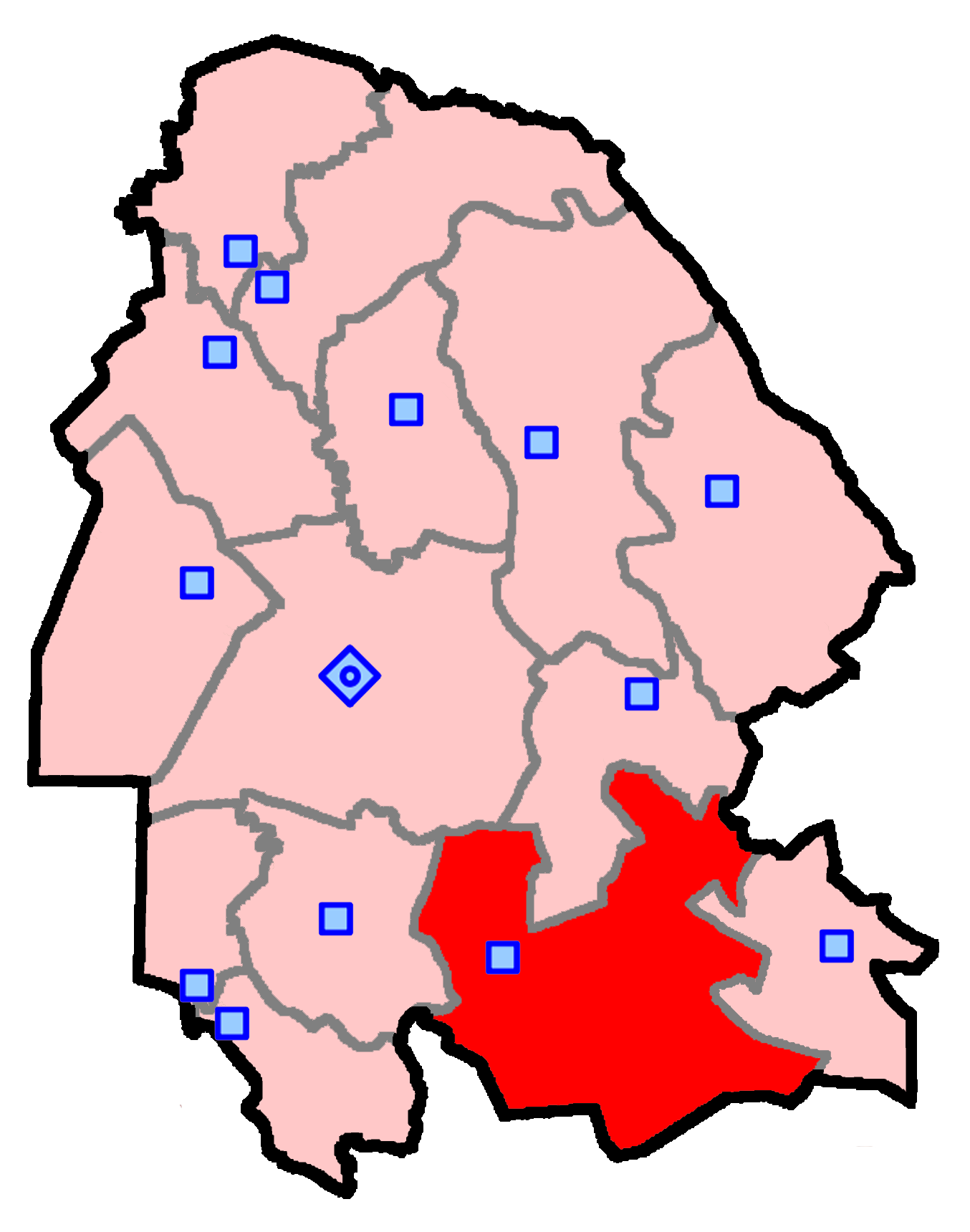
Distritos electorales de Bandar Mahshahr, Omidiyeh y Handijan para las elecciones del Consejo Islámico.

El Condado de Omidiyeh (en persa: شهرستان امیدیه‎) es un condado perteneciente a la provincia de Juzestán, Irán. La capital del condado es la ciudad de Omidiyeh. 
En el censo de 2006 contaba con una población de 85.195 en 17.557 hogares. El posterior censo del 2011 contó con 90.420 personas en 22.723 hogares. En el censo de 2016, la población del condado era de 92 335 en 25 123 hogares, momento en el que el distrito rural de Julaki se había separado del condado para unirse al condado de Aghajari.

## Divisiones administrativas
La historia de la población y los cambios estructurales de las divisiones administrativas del condado de Omidiyeh durante tres censos consecutivos se muestran en la siguiente tabla. El último censo muestra dos distritos, tres distritos rurales y dos ciudades.
| Divisiones administrativas                     | 2006   | 2011   | 2016   |
| ---------------------------------------------- | ------ | ------ | ------ |
| Distrito Central                               | 70,037 | 73,587 | 81,618 |
| Distrito rural de Asiab                        | 3,496  | 3,270  | 3,079  |
| Distrito rural de Chah Salem                   | 8,571  | 9,856  | 11,112 |
| Omidiyeh (ciudad)                              | 57,970 | 60,461 | 67,427 |
| Distrito de Jayezan                            | 15,158 | 16,833 | 10,717 |
| Distrito rural de Jayezan                      | 5,273  | 5,993  | 8,360  |
| Distrito rural 1Julaki                         | 7,932  | 8,439  |        |
| Jayezan (ciudad)                               | 1,953  | 2,401  | 2,357  |
| Total                                          | 85,195 | 90.420 | 92,335 |
| 1Se convirtió en parte del Condado de Aghajari |        |        |        |